# Хейдари, Киюмарс
Киюма́рс Хейдари́ (перс. کیومرث حیدری‎; 1964, Керманшах, остан Керманшах) — иранский военачальник, бригадный генерал. С 2016 г. — командующий Сухопутными войсками Иранской армии, сменивший на этом посту по указу аятоллы Али Хаменеи бригадного генерала Ахмад-Реза Пурдастан.

## Биография
Киюмарс Хейдари родился в городе Сахне провинции Керманшах в 1964 году. Получил начальное и среднее образование в Керманшахе.
Начал свою военную деятельность в Басидже в качестве добровольца во время ирано-иракской войны в 1982 году.
Хейдари начал службу в Сухопутных войсках в качестве кадрового офицера в 1984 году, в 81-й бронетанковой дивизии Керманшаха. Между 1984 и 1998 годами он командовал взводом, ротой и батальоном в этом отряде.
Гейдари был назначен командующим лагерем Южная Незаджа в 1988 году и проработал на этой должности до 2005 года.
В 2005 году кратковременно был заместителем по операциям сухопутных войск, а с 2005 по 2007 год работал заместителем координатора сухопутных войск (начальник штаба Незаджа).
Хейдари был назначен заместителем командующего сухопутными войсками в 2007 году и проработал на этой должности до ноября 2015 года.
С 2015 года командует Сухопутными войсками Ирана.
8 мая 2021 года начальником штаба вооружённых сил от главнокомандующего был награждён знаком ФАТХ первой степени. Основаниями для получения данной медали являются выполнение поставленных задач по повышению обороноспособности и боевой мощи, преобразование в структуре и оснащении сухопутных войск армии, поддержка сил фронта сопротивления, эффективное присутствие на восточных и северо-восточных рубежах
- Командующий штабом Сухопутных войск на юго-западе Ирана (1998-2005 гг.)
- Заместитель координатора Сухопутных войск (2005 - 2008 гг.)
- Заместитель командующего Сухопутными войсками (2008 - 2016 гг.)
- Командующий Сухопутными войсками (с 29 августа 2016 - настоящее время)[3]

В сентябре 2022 года Хейдари был внесён в санкционные списки Управления по контролю за иностранными активами Министерства финансов США (OFAC), наряду с другими высшими руководителями иранских организаций безопасности.
В ноябре 2022 года он также был внесён в санкционные списки Европейского Союза, наряду с другими высшими руководителями иранских организаций безопасности. Причинами санкций являются участие Сухопутных сил Иранской армии, находящихся под командованием бригадного генерала Хейдари, в подавлении беспорядков в ноябре 2019 года, которые привели к гибели сотен протестующих. Также в середине сентября 2022 года войска принимали участие в борьбе с протестами, вызванными смертью Махсы Амини.
В январе 2023 года Великобритания ввела санкции против большого числа иранских физических и юридических лиц, Киюмарса Хейдари в том числе. Причина – «жестокие репрессии» в отношении своего народа, включая подавление антиправительственных протестов.